# Ningal
Ningal var en gudinna i mesopotamisk mytologi.
Tillsammans med sin make Nanna dyrkades hon i templet i den sumeriska staden Ur. Ningal var i mytologin dotter till Enki och mor till Inanna och Utu. I senare föreställningar var Ningal även mor till den assyriska guden Adad.